# L/G
L/G（エルジー）とは、貿易取引において、当事者間で損害が発生しそうな折に、一方がこれを保証する旨を記載した念書のことである。Letter of Guaranteeの略。L/I (Letter of Indemnity) とも言う。
1. L/C決済における輸出時において、買取書類とL/Cの間に不一致があるまま買取に応じてもらうため、手形が不渡りになった場合は、その手形の買い戻しに応じ、買取銀行に損害が発生した場合にはそれを補償する、という内容の念書。（L/Gネゴ）
2. B/Lの内容を訂正する場合に用いられる念書。有価証券であるB/Lの内容を訂正した結果生じた損害に対し、L/Gを差入れた側が責任を負い、船会社の責任を免除する文言が記載される。
3. L/C決済における輸入時において、B/Lの到着前に貨物を受取るために船会社に差入れる念書。本来、貨物はB/L 1通と引換に船会社から輸入者に引き渡されるものであるが、銀行及び輸入者のサインの入った念書があれば、船会社は引き渡しに応じてくれることもある。但し、B/Lを入手した場合、即座に船会社に差入れておかないと、B/Lを持った善意の第三者が現れた場合、これに対抗できない、というリスクが伴う。バンクギャランティーも参照のこと。

## 備考
工業製品の販売において、製品製造側が消費者に対して「動作を保障すること」の意味で保証書ないし保障証と呼ばれる書面を製品に付与することも行われる。この保証書は販売後所定期間内に故障しないことと、万一故障した場合には無償で修理を請け負うことを掲載した書面である。
こういった考えの一端には、製品が所定期間内に通常の使用で故障することは、その製品が所定の品質を満たしていない（＝不良品の一種）という考えがあり、この所定期間のことを保証期間と呼ぶ。上に述べたL/Gとは取引の規模も種類も違うが、商品売買という契約において、一方がもう一方の蒙る可能性のある不利益に対して、所定期間という枠を設けて保障するという意味、およびその措置の条件となる書面という意味において、同種の考えである（保証期間参照）。